# Тарасенко Тамара Андріївна
Тарасенко Тамара Андріївна (нар. 24 травня 1939, Москва, СРСР — пом. 23 травня 1992, Одеса, Україна) — український педагог, литературознавець, філософ.
Перша голова правління Фонду соціальної допомоги імені доктора Гааза (1987).

## Біографія
Батько — Мінчік Андрій Максимович (1915—1999) — військовослужбовець. Мати — Вапнярська Сусанна Ісаївна (1915—2008) — вчитель історії та географії в середній школі. Роки війни пережила разом із бабусею та дідусем у шахтарському селищі на Донбасі.
У 1961 році з відзнакою закінчила відділення російської мови і літератури філологічного факультету Одеського державного університету імені І. І. Мечнікова (ОДУ).
Працювала старшим бібліотекарем наукової бібліотеки, лаборантом кафедри філософії, старшим викладачем, доцентом, виконувачкою обов'язків завідувача кафедри філософії, директоркою бібліотеки ОДУ.
Тема кандидатської дисертації — «Регулятивний аспект соціального функціювання мови» (1973).

## На чолі Фонду соціальної допомоги імені доктора Ф.П.Гааза
Згідно спогадів одного з основоположників Фонду соціальної допомоги імені доктора Ф. П. Гааза, заслуженого юриста України Мучника О. Г. 26 листопада 1987 року Тарасенко Т. А. було вибрано першою головою правління цієї першої у СРСР неурядової благодійної організації. Займаючи посаду завідувачки кафедри філософії ОДУ Тарасенко Т. А. відіграла визначну роль у справі офіційної легалізації цієї благодійної організації у складних умовах радянської бюрократичної системи. На чолі Фонду вона брала особисту участь у безпосередньому наданні соціальної допомоги нужденним. За час керівництва Фондом Тарасенко розпочала традицію морального, самовідданого та некорисливого служіння людям у системі управління благодійною організацією.

## Наукова, педагогічна діяльність
Згідно численним спогадам її колег Тарасенко Т. А. одній з перших в СРСР розробила і почала читати на гуманітарних факультетах ОДУ спецкурс з історії російської філософії XX-го сторіччя. Завдяки їй студенти ОДУ вперше ознайомилися з раніше не доступними для них працями Бердяєва, Булгакова, Ільїна, Лосського, Розанова, Соловйова, Федорова, Флоренського, Флоровського, Франка, Шестова та ін., які у ті часи знаходились у так званих «спецхранах»
Багато років керувала студентським філософським гуртком на юридичному факультеті ОДУ.. Під час своїх лекцій та семінарів практикувала, використовуючи метод відомого радянського філософа Г. С. Батіщева «глибинне спілкування», діалог, у якому бере участь не лише розум, але й сумління, моральна складова особистості її учнів.
У своїй педагогічній діяльності виявляла непідробну повагу до гідності, думок і особливостей особистості студентів. Уміла приходити їм на допомогу в скрутну мить, виявляючи при цьому делікатність до внутрішнього світу молодої людини.
У 1991 р., незважаючи на біль від невиліковної хвороби, продовжувала викладацьку діяльність, вважаючи за свій обов'язок довести розпочатий курс лекцій до кінця. У травні 1992 р., напередодні власної смерті, провела останній семінар зі студентами юридичного факультету ОДУ.

## Пам'ять

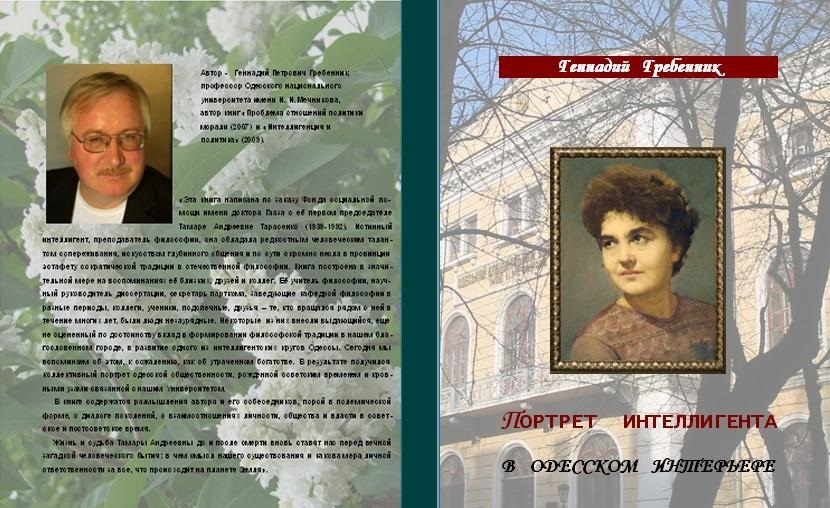

Померла 23 травня 1992 року, похована на Північному кладовищі міста Одеси.
- Пам'яті Т. А. Тарасенко присвячена книга професора ОДУ Г. П. Гребенника «Портрет інтелігента в одеському інтер'єрі. Повість про Тамару Андріївну Тарасенко та й не тільки про неї»[9]. Гребенник пише[4]:

|  | Вона жила поряд з нами, але секрет її існування було від нас приховано. Вона була єдиною людиною з усіх зустрінутих на моєму шляху людей, яка практикувала велику, зниклу тепер традицію в філософії — традицію сократизму. Вона була філософом в істинному розумінні цього слова, адже ж її ціллю було не відкриття формальних наукових закономірностей, а саме життя у його щасливому наповненні, в гармонії всіх його аспектів. Отака є таємниця її життя, що відкрилася нам після її смерті |

.
Як зазначає сучасний дослідник діяльності Тамари Андріївни:
|  | Книга видана на замовлення Фонду соціальної допомоги імені лікаря Ф.П. Гааза. Першим головою цього Фонду була Тамара Андріївна, її портрет висить у кабінеті голови правління цієї благодійної організації Олександра Геннадійовича Мучника, справа на стіні. І виявляється, що саме він – випускник юридичного факультету 1981 року, студент Тамари Андріївни – запропонував Г. Гребеннику написати про свого Вчителя |

- На замовлення Фонду художник Лазар Леонтійович Гормах (1924—2000) написав пастеллю портрет Т. А. Тарасенко, який разом із портретами доктора Ф. П. Гааса та Матері Терези виставлений у офісі Фонду[3].

## Бібліографія

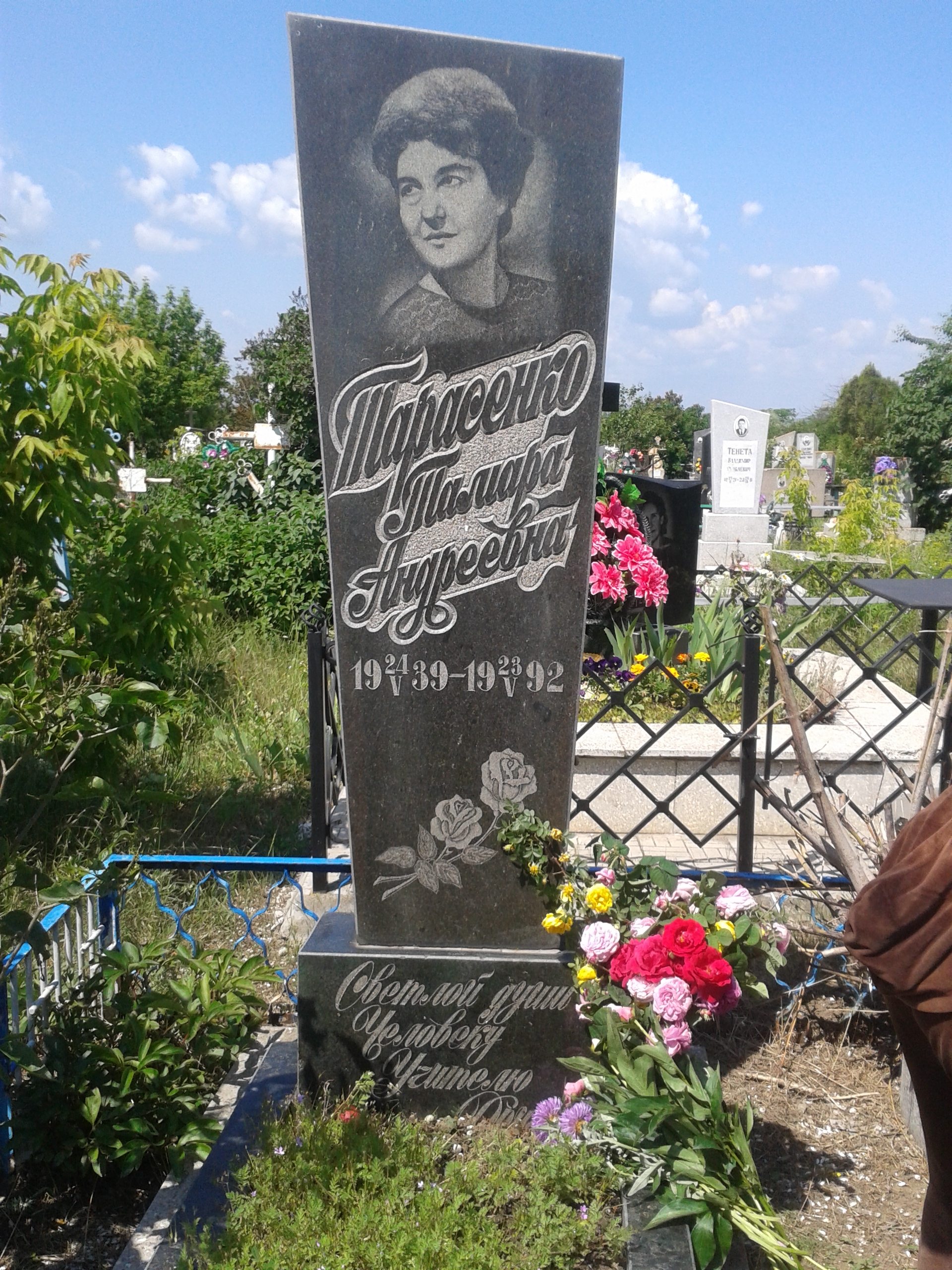
Могила Т. А. Тарасенко (Україна, Одеса, Північне кладовище).